# Accipiter toussenelii
Accipiter toussenelii е вид птица от семейство Ястребови (Accipitridae). Видът е незастрашен от изчезване.

## Разпространение
Разпространен е в Ангола, Бенин, Камерун, Централноафриканска република, Демократична Република Конго, Република Конго, Кот д'Ивоар, Екваториална Гвинея, Еритрея, Етиопия, Габон, Гамбия, Гана, Гвинея, Гвинея Бисау, Либерия, Мали, Нигер, Нигерия, Руанда, Сенегал, Сиера Леоне, Южен Судан, Того и Уганда.